# كاربيجنانو سيسيا
كاربيجنانو سيسيا هي بلدية في مقاطعة نوفارا في منطقة بيدمونت الإيطالية، وتقع على بعد حوالي 80 كيلومترا (50 ميل) شمال شرق تورينو وحوالي 15 كيلومترا (9 ميل) شمال غرب نوفارا.
تقع كاربينيانو سيسيا على حدود البلديات التالية: بريونا وفارا نوفاريس وغهيمي وغيسلارينغو ولينتا وسيلافينغو وسيزانو.

## المعالم السياحية الرئيسة
- «قلعة» (Ricetto)، وهي مجموعة من الجدران مع منازل محصنة في المركز التاريخي، بنيت في القرن 11th من قبل كونتات بومبيا
- كنيسة سان بيترو، وتقع في ricetto ، والمعروفة من وقت مبكر من القرن 11th. ويضم بعض اللوحات الجدارية على الطراز القوطي (القرن 1)

## المدن التوأم أو المدن الشقيقة
كاربيجنانو سيسيا هي متوائمة مع:
- ماثاي، فرنسا